# Irediparra gallinacea
La jacana crestata (Irediparra gallinacea (Temminck, 1828)) è un uccello dell'ordine dei Caradriiformi (Charadriiformes) originario della regione australasiatica. È l'unica rappresentante del genere monotipico Irediparra.

## Descrizione

### Dimensioni
Misura 21–24 cm di lunghezza, per un peso di 75-97 g nel maschio e 120-168 g nella femmina. L'apertura alare è di 39–46 cm.

### Aspetto
La mantellina, il dorso e le copritrici alari sono marroni, mentre il resto del piumaggio è nero, tranne il ventre, il sottocoda, la faccia e la parte alta del collo, che sono bianchi. I lati del collo sono di colore giallo dorato brillante. Il becco varia dal rosa al rosso e ha la punta nera. La sommità della testa è sormontata da una cresta che generalmente è di colore giallastro o arancione, ma durante il periodo riproduttivo o nei momenti di eccitazione diventa rosso-rosata a causa dell'afflusso di sangue. Le lunghe zampe grigie sono prolungate da dita molto lunghe. La femmina è identica al maschio, ma è notevolmente più grande. I giovani hanno le parti superiori marroni e quelle inferiori bianche. L'ampia fascia pettorale nera presente negli adulti è assente. La cresta e la caruncola carnosa sono rudimentali. Le varie sottospecie non presentano differenze molto marcate, tranne il colore delle parti superiori.

## Biologia

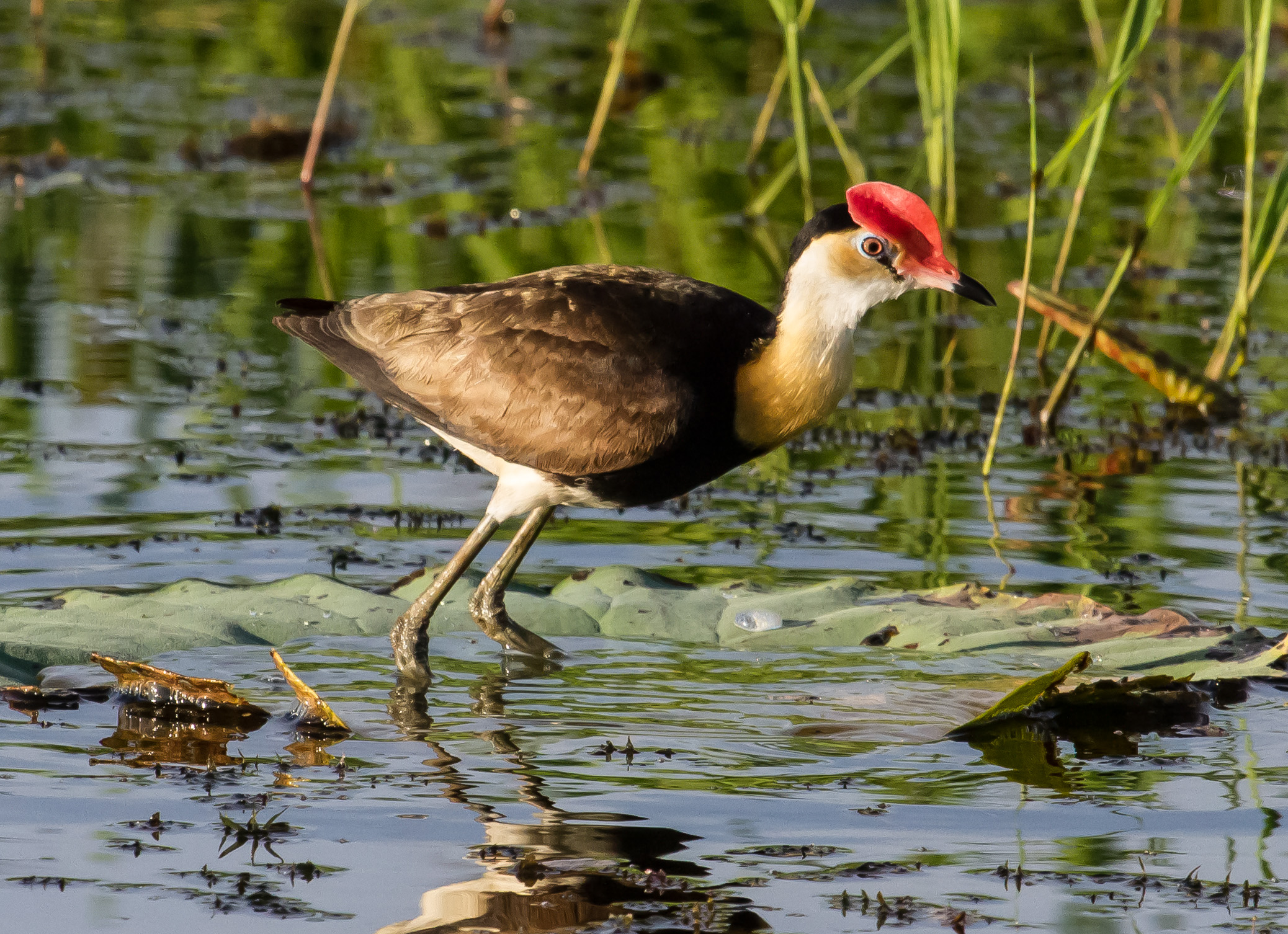
Una jacana crestata nel Territorio del Nord (Australia).

Nelle zone umide in cui vivono, le jacane conducono un'esistenza sedentaria, ma si disperdono quando i laghi e i corsi d'acqua in cui risiedono si prosciugano. In Australia questi uccelli sono in grado di percorrere distanze molto lunghe per prendere possesso dei territori che sono stati da poco allagati all'inizio della stagione delle piogge, per poi scomparire nuovamente quando i siti si prosciugano.

### Alimentazione
Le jacane crestate hanno una dieta mista. Insetti e altri invertebrati costituiscono la parte principale del menu, ma vengono consumati anche semi. Le prede vengono raccolte appena sotto la superficie dell'acqua quando l'animale si sposta sulla vegetazione galleggiante.

### Riproduzione
Le jacane crestate possono riprodursi tutto l'anno se la vegetazione galleggiante non appassisce. Tuttavia, in tutto il loro areale australiano, l'attività riproduttiva sembra essere limitata alla stagione delle piogge. La specie è poliandrica: ogni femmina ha da uno a quattro partner. Una femmina di grosse dimensioni è in grado di monopolizzare e conservare due compagni nonostante la pressione che possono esercitare quattro femmine rivali. Questi uccelli sono estremamente territoriali. Ogni maschio possiede una propria area in cui è dominante e la femmina controlla da uno a quattro territori dei maschi che difende. L'acquisizione di questi territori non avviene senza conflitti e senza parate di dissuasione. Durante le dispute territoriali i maschi si accovacciano, spiegano le ali ai lati, inclinano in avanti la testa e il collo e accompagnano questi rituali con forti grida. Quando gli avversari non si fanno impressionare i due contendenti passano allo scontro: le ali e i piedi si intrecciano e talvolta entrambi finiscono per metà sott'acqua, tanto che la femmina interviene e becca i belligeranti per separarli. Anche la femmina esegue una parata pre-copulatoria per accogliere il partner prima dell'accoppiamento. Il maschio e la femmina collaborano alla costruzione del nido, ma è la femmina che dirige i lavori relativi alla covata. Se necessario, si occupa di deporre una covata sostitutiva per il maschio principale, mentre gli altri maschi si accontentano di covate ordinarie e non beneficiano di una seconda covata in caso di fallimento. I maschi si occupano dell'incubazione e delle cure parentali, compiti ai quali la femmina non partecipa. La cova dura 28 giorni. Alla schiusa i piccoli hanno le parti superiori striate. Prendono il volo nel giro di 50-60 giorni.

## Distribuzione e habitat

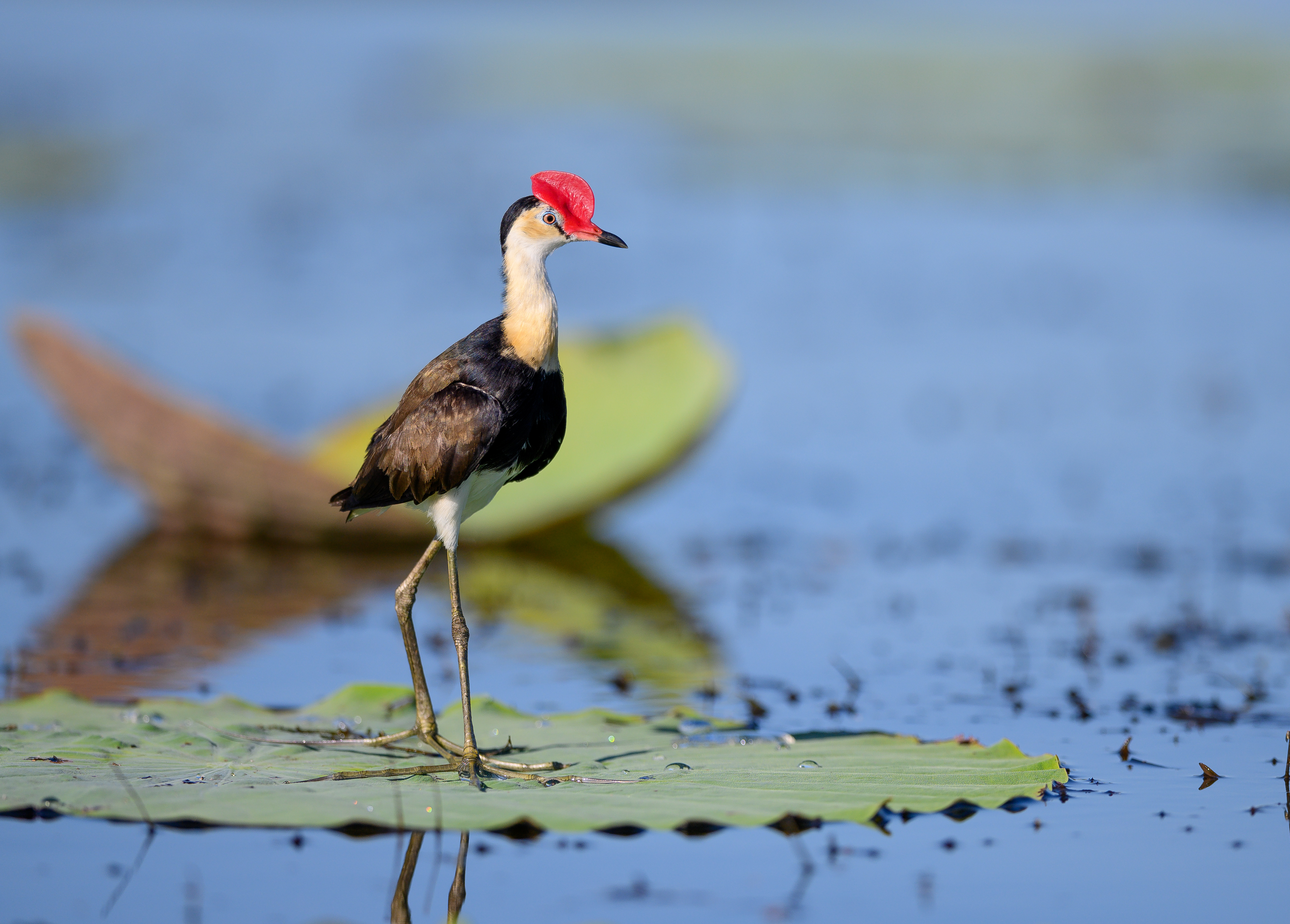
Una jacana crestata nel Territorio del Nord (Australia).

Le jacane crestate sono originarie dell'Australasia e del Sud-est asiatico. Il loro areale copre una vasta area geografica che va dal Borneo all'arcipelago di Bismarck passando per Sulawesi, il sud delle Filippine, la Nuova Guinea e l'Australia. In quest'ultimo continente la presenza della specie è limitata alla parte settentrionale, dalla penisola di Darwin al sud del Queensland. Alcuni studiosi ne riconoscono tre sottospecie; da ovest ad est esse sono:
- I. g. gallinacea, presente nel sud-est del Borneo, a Sulawesi, nel sud-est delle Filippine (Mindanao), nell'arcipelago delle Molucche e nelle Piccole Isole della Sonda (da Sumbawa a Timor);
- I. g. novaeguineae, diffusa nelle isole della Papuasia occidentale (Misool), nelle isole Kai, nelle isole Aru, nelle pianure della Nuova Guinea (tranne che nel sud dell'isola), nell'arcipelago di Bismarck (Nuova Britannia) e nelle isole di D'Entrecasteaux (isola Fergusson);
- I. g. novaehollandiae, diffusa nel sud della Nuova Guinea e nell'Australia settentrionale e orientale, spingendosi a sud fino a Sydney.

Le jacane crestate frequentano un habitat molto caratteristico. Apprezzano particolarmente la vegetazione che galleggia sulle distese d'acqua dolce tropicali, come le ninfee, i fiori di loto o i giacinti d'acqua, che formano una distesa su cui fanno appoggio per spostarsi. Si possono osservare in regioni umide, lagune, bracci morti dei fiumi (billabong), paludi, piccoli corsi d'acqua a corso lento e laghi. Sfruttano intensamente anche tutti i bacini artificiali costruiti dall'uomo (bacini, dighe ed eventualmente bacini di trattamento delle acque reflue).

## Conservazione
Secondo BirdLife International la jacana crestata non è minacciata. In nessuna parte del suo areale è considerata a rischio, anche se la perdita (o il degrado) di alcuni territori fondamentali per la sua esistenza costituiscono un campanello di allarme permanente. La recente creazione di bacini artificiali ha fornito ulteriori siti di nidificazione, senza i quali in Australia la situazione sarebbe stata critica. Come indice di buona salute, in un parco nazionale del Territorio del Nord sono stati censiti più di 1500 esemplari. Anche nel sud di Sulawesi un rapporto indica che la specie è localmente abbastanza comune.